# Tawatuj (wieś)
Tawatuj (ros. Таватуй) – wieś (sieło) w Rosji, w obwodzie swierdłowskim, w rejonie niewjańskim. W 2010 liczyła 385 mieszkańców.